# Acorn Computer BBC Master AIV
Acorn Computer BBC Master AIV (BBC Master AIV) је био кућни рачунар фирме Acorn Computer који је почео да се производи у Уједињеном Краљевству од 1986. године.
Користио је 65C02 као микропроцесор. RAM меморија рачунара је имала капацитет од 128 KB. 
Као оперативни систем кориштен је Master Operating System (MOS).

## Детаљни подаци
Детаљнији подаци о рачунару BBC Master AIV су дати у табели испод.
|                       |                                                                                                   |
| [ 1 ]                 |                                                                                                   |
| Произвођач            |                                                                                                   |
| Тип                   | кућни рачунар                                                                                     |
| Меморија              | 128 KB                                                                                            |
| Поријекло             | Уједињено Краљевство                                                                              |
| Година                | 1986                                                                                              |
| Тастатура             | стандард QWERTY, 10 функцијских тастера + стрелице, и нумеричка тастатура                         |
| Процесор              |                                                                                                   |
| Фреквенција процесора | непознато                                                                                         |
| RAM                   | 128 KB                                                                                            |
| ROM                   | 48K-128K, прошириво, укључује LVFS (Laservision Filing)                                           |
| Текст                 | 80 x 32/25 (2 боје) / 40 x 32/25 (2 или 4 боје) / 20 x 32 (16 боја) / 40 x 25 (приказ телетекста) |
| Графика               | 640 x 256 (2 боје) / 320 x 256 (4 боје) / 160 x 256 (16 боја)                                     |
| Боја                  | 16 (8 боја + опција треперења), True colour са LV-ROM                                             |
| Звук                  | 3 канала + шум + контрола енвелопе, 7 октава                                                      |
| Димензије             |                                                                                                   |
| Портови               |                                                                                                   |
| Оперативни систем     |                                                                                                   |